# Ovulo (gamete)

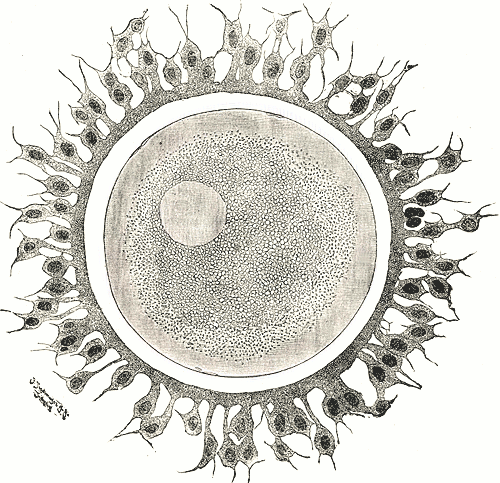
Un ovulo, da una illustrazione del Gray

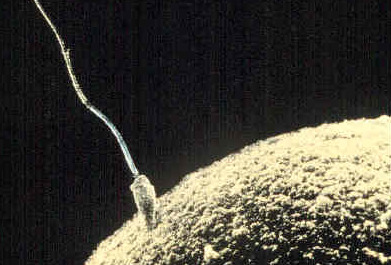
Uno spermatozoo mentre penetra la parete di un ovulo

L'ovulo o cellula uovo è il gamete femminile generato dal sistema riproduttivo femminile. Deriva dall'ovocita primario, la cellula uovo in uno stadio di maturazione non completamente finito.
La cellula uovo tipicamente non è capace di compiere movimenti attivi ed è -rispetto al gamete maschile- una cellula di grandi dimensioni, ricca di nutrienti. La funzione della grande quantità di nutrienti contenuti nell'ovulo è quella di fornire l'energia necessaria per far sopravvivere e crescere lo zigote dopo la fecondazione prima che il gamete fecondato si sia impiantato nell'utero.

## La dottrina occidentale di William Harvey
Se nel 1600 l'esistenza di cellule uovo in animali non mammiferi era un fatto ampiamente comprovato, per i mammiferi non era stata ancora ipotizzata una spiegazione simile. In principio veniva accettata la teoria della generazione spontanea e del preformazionismo; successivamente William Harvey (1578-1657) ipotizzò la dottrina "ex ova omne vivum" (ogni vivente [mammifero proviene da] un uovo).
Nel 1827 Karl Ernst von Baer scoprì le cellule uovo per la prima volta nei mammiferi.
Nel 1876 Oskar Hertwig osservò nella stella marina la fusione di una cellula uovo con uno spermatozoo.
Nel 1928 Edgar Allen scoprì le cellule uovo per la prima volta nell'essere umano.

## Nell'essere umano
Un ovocita secondario, nello stadio di maturità "completo", è rilasciato, durante l'ovulazione, ogni mese, nella corrispettiva tuba di Falloppio. Nella tuba può avvenire la fecondazione dell'ovocita da parte dello spermatozoo, per originare lo zigote. Solo con l'avvenuta fecondazione, l'ovocita secondario matura in ovulo, completando la seconda divisione meiotica e risultando così un gamete propriamente detto.
L'ovulo è la cellula più voluminosa prodotta dal corpo umano, formatosi per meiosi nelle ovaie nel processo chiamato ovogenesi. L'ovulo ha un diametro di circa 150 micron ed è una cellula aploide perché possiede un corredo cromosomico dimezzato rispetto alle altre cellule del corpo, costituito cioè da 23 cromosomi. Il suo cromosoma sessuale è sempre X. Avvenuta la fecondazione, la cellula diventa diploide ed assume il cromosoma sessuale portato dallo spermatozoo, che può essere X o Y, portando, rispettivamente, alla crescita di un individuo di sesso femminile o maschile. Questa prima cellula segna l'inizio alla prima fase della crescita di un essere umano, totalmente dipendente dalla madre. Essa può essere influenzata dall'attività sessuale.
Se avviene la fecondazione, la cellula uovo fecondata si annida nell'utero, in caso contrario, viene eliminata con il ciclo mestruale.